# Estàtua d'Horemheb i Amenia
L'Estàtua d'Horemheb i Amenia és una estàtua doble del faraó Horemheb i la seua esposa Amenia, que es va trobar a Saqqara, Egipte. Fou traslladada al Museu Britànic i encara hi és. Durant molts anys la identitat de la parella fou desconeguda fins que un equip d'arqueòlegs holandesos i britànics va descobrir un fragment desaparegut de l'estàtua a la tomba d'Horemheb de Saqqara.

## Descobriment
L'estàtua fou adquirida pel Museu Britànic el 1839 de la col·lecció Anastasi. La procedència era atribuïda a Tebes o Saqqara. L'opinió erudita, però, tendia a afavorir l'opció de Saqqara, ja que Anastasi era més actiu a la regió de Memfis que a l'àrea tebana, i un grup d'estàtues dobles semblants (la més famosa l'estàtua de Maia i la seua dona ara traslladada a Leiden) provenen de tombes properes a aquest lloc antic.

## Evidència recent
El 2009, es va trobar evidència que demostrava que l'estàtua era d'Horemheb i la seua dona Amenia, treta de la seua tomba de Saqqara. El 1976, un equip multinacional d'excavadors dels Països Baixos i del Regne Unit descobriren una peça que manca d'una estàtua a la cambra funerària d'Horemheb que semblava mostrar tres mans juntes. El 2009, es feu un motle de guix de la peça i es va mostrar que encaixava en la part desapareguda de l'estàtua doble que havia estat traslladada al Museu Britànic.

## Descripció
La parella s'asseu de cos sencer en un tron amb potes de lleó. Tots dos vesteixen perruques i túniques llargues, de moda durant la Dinastia XVIII d'Egipte. L'home duu mànigues curtes folgades i sandàlies. La dona va descalça i la seua túnica és més llarga i cenyida. L'estàtua doble és molt inusual: ací mostra l'esposa sostenint la mà del marit amb les seues. L'estàtua primigèniament estava pintada en colors intensos, però la major part de la policromia ha desaparegut. A part del mal menor, l'estàtua està en perfectes condicions, transmet brillantment la serena elegància de l'aristocràcia egípcia de l'Imperi Nou. Aquesta estàtua doble ha estat també una inspiració per a l'escultor anglés Henry Moore, que la utilitzà com a model per a moltes de les seues obres en bronze.